# Manicouagankratern

Nedslagskratern på vintern, sedd från rymden

Manicouagankratern är ett astroblem i Kanada. Den ligger i regionen Côte-Nord och provinsen Québec, i den östra delen av landet, 800 km nordost om huvudstaden Ottawa. 